# Peace Corps
Peace Corps (corpi di pace) è una organizzazione di volontariato internazionale creata dal governo degli Stati Uniti d'America all'inizio della presidenza di John Fitzgerald Kennedy per intervenire nei Paesi sottosviluppati. Il suo obiettivo prevede la realizzazione di iniziative e programmi con tre finalità: fornire persone preparate ad affrontare le necessità dei popoli delle aree di intervento, aiutare la comprensione della cultura americana da parte degli altri popoli ed aiutare gli statunitensi a capire la cultura degli altri popoli.

## Storia
Già dopo la seconda guerra mondiale diversi membri del Congresso USA avevano proposto di istituire organizzazioni di volontari che si occupassero dei paesi in via di sviluppo. Nel 1951, John F. Kennedy, allora deputato del Massachusetts, ipotizzava la creazione di gruppi di giovani studenti universitari che potessero portare aiuto nel Medio Oriente, seguendo una tradizione di missionariato che aveva caratterizzato l'ultimo secolo. L'idea fu poi ripresa nel 1952 dal Senatore Brien McMahon del Connecticut, che parlò dei giovani americani come di missionari della democrazia. Fu Hubert Humphrey, senatore del Minnesota, a presentare nel 1957 la prima proposta di legge per creare un Peace Corps

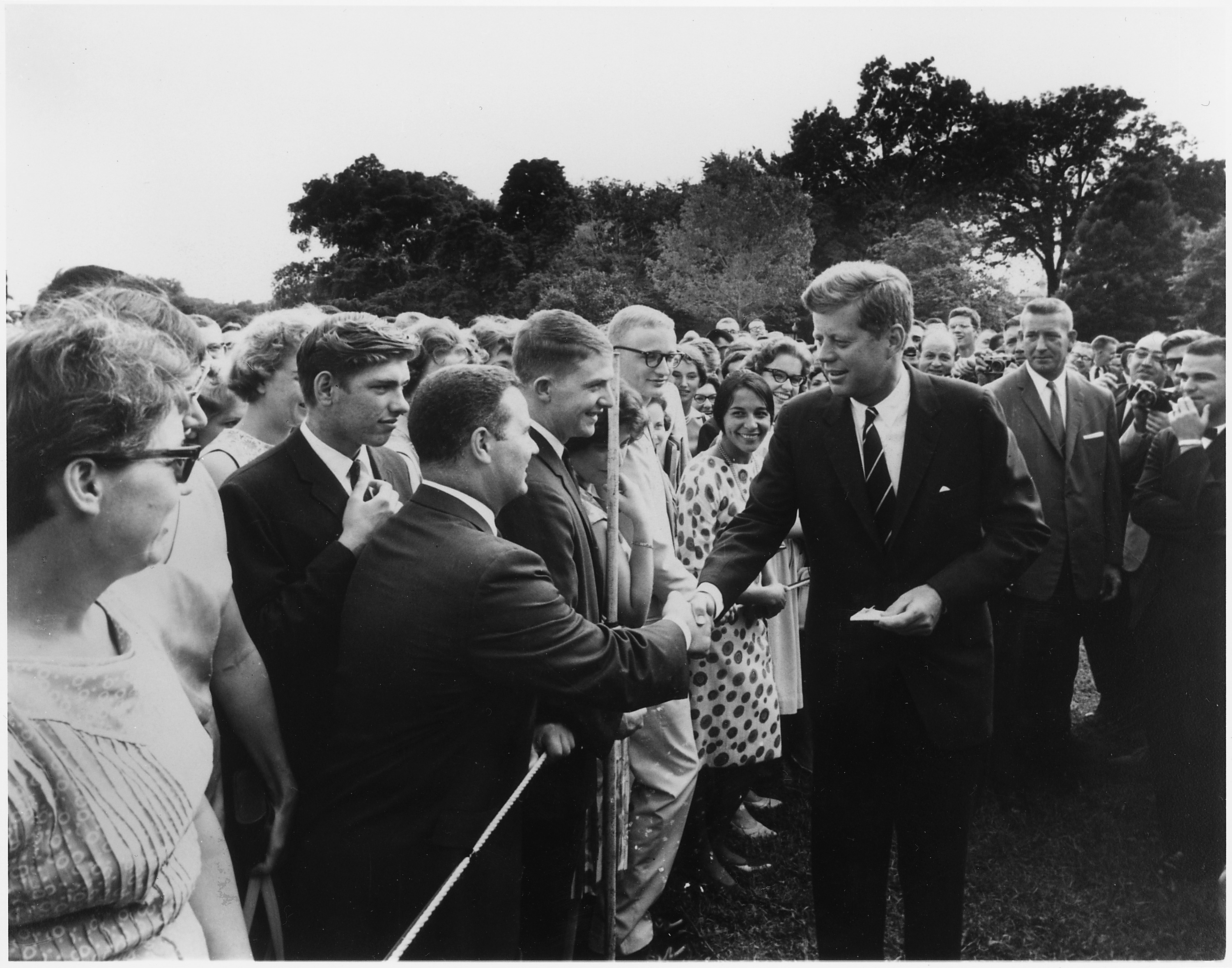
John F. Kennedy incontra i primi volontari dei Peace Corps in partenza nell'agosto 1961.

Durante la campagna elettorale delle presidenziali del 1960, Kennedy, candidato dei Democratici, annunciò in un discorso notturno tenuto ad Ann Arbor il 14 ottobre 1960 davanti a 5.000 studenti dell'Università del Michigan, l'idea di creare un'organizzazione di volontariato internazionale, alla quale il 1º novembre diede il nome di Peace Corps. Nel luogo dove avvenne questo episodio è stata apposta una targa commemorativa. Il suo avversario, il candidato del Partito Repubblicano Richard Nixon, criticò la proposta con sarcasmo.
Diventato presidente degli Stati Uniti, Kennedy diede forma alle sue idee, con la firma nel marzo del 1961 di un ordine esecutivo , con il quale si disponeva l'istituzione del Peace Corps. Preoccupata della crescita dei movimenti anti americani nel Terzo Mondo, l'Amministrazione USA pensava ai Peace Corps come a uno strumento per mantenere rapporti di amicizia con le aree post coloniali dell'Africa e dell'Asia.
L'organizzazione iniziò la sua operatività il 28 agosto 1961,, inviando i primi 55 volontari in Ghana e Tanzania, che allora si chiamava Tanganika. Prima della loro partenza, essi furono ricevuti da Kennedy nel roseto della Casa Bianca. Nel settembre successivo il progetto fu definitivamente approvato dal Congresso USA e si sviluppò tumultuosamente: infatti nei successivi due anni oltre 7.300 volontari furono inviati in 44 Paesi. Il loro numero crebbe continuamente sino ad arrivare a 15.000 nell'anno 1966, che è stato il maggior numero mai raggiunto nella storia di questa organizzazione.
Alcune difficoltà vi furono sotto la Presidenza di Richard Nixon, che la volle inserire in una struttura più vasta, denominata ACTION. Ma nel 1977 diventò presidente Jimmy Carter, che era un sostenitore di Peace Corps, anche perché sua madre Lilian, quando già aveva 68 anni, era andata volontaria in India e aveva considerato quel periodo come una delle più soddisfacenti esperienze della sua vita. Carter volle ridare piena indipendenza a Peace Corps e nel 1981 tale ritrovata autonomia fu infine stabilita con una legge che la riconobbe come Agenzia federale.
Nel 1982 il presidente Ronald Reagan nominò direttore del programma Loret Miller-Ruppe, con un mandato molto più legato a temi di natura economica. Per la prima volta in quegli anni divennero membri di Peace Corps volontari d'ispirazione moderata o Repubblicani, e in tal modo l'organizzazione rifletté l'evoluzione delle condizioni economiche e sociali degli USA. I tagli ai bilanci dei primi anni '80 ridussero il numero di volontari sino a 5.380, il livello più basso mai toccato. Poi dal 1985 i fondi furono aumentati e il Congresso consentì un nuovo aumento di volontari, sino ai 10.000 del 1992
Dopo l'11 settembre, di fronte alla crescita del sentimento anti-americano nel Medio Oriente, il presidente George W. Bush s'impegnò a raddoppiare le dimensioni di Peace Corps entro cinque anni, come parte della guerra al terrorismo. Nel 2004 il Congresso approvò un finanziamento di 325 milioni di dollari, superiore di 30 milioni a quello dell'anno precedente, ma inferiore di 30 milioni a quello che aveva chiesto il Presidente.
Anche il presidente Barack Obama propose nel 2008 il raddoppio delle dimensioni, come un elemento del suo "pacchetto" di rilancio economico. Ma i fondi stanziati non furono sufficienti per perseguire tale risultato nel 2011. Di fatto negli ultimi anni il numero dei volontari di Peace Corps è andato sempre diminuendo, dai 15.384 del 2009 ai 10.091 del 2012.

## Presenza nel mondo
I volontari che prestano la propria attività nel Peace Corps vengono indirizzati verso numerosi Paesi, suddivisi in grandi aree geografiche.
In base ai dati aggiornati al 12 giugno 2013, i volontari di Peace Corps sono presenti in 76 Paesi, nella seguente misura:
| Area geografica                   | Paesi destinatari dei progetti | Quote di volontari presenti |
| --------------------------------- | --- | --------------------------- |
| Caraibi                           | Repubblica Dominicana, Caraibi Orientali (Antigua, Dominica, Grenada, Saint Kitts e Nevis, Saint Lucia, Saint Vincent e Grenadine), Giamaica                                                                                                  | 4%                          |
| America Latina                    | Belize, Colombia, Costa Rica, Ecuador, El Salvador, Guatemala, Guyana, Honduras, Messico, Nicaragua, Panama, Paraguay, Perù, Suriname | 21%                         |
| Europa orientale ed Asia centrale | Albania, Armenia, Azerbaigian, Bulgaria, Georgia, Kazakistan, Kirghizistan, Macedonia del Nord, Moldavia, Romania, Turkmenistan, Ucraina | 15%                         |
| Nordafrica - Medio Oriente        | Giordania, Marocco | 4%                          |
| Africa                            | Benin, Botswana, Burkina Faso, Camerun, Capo Verde, Etiopia, Gambia, Ghana, Guinea, Kenya, Lesotho, Liberia, Madagascar, Mali, Mozambico, Namibia, Niger, Ruanda, Senegal, Sierra Leone, Sudafrica, Swaziland, Tanzania, Togo, Uganda, Zambia | 43%                         |
| Asia                              | Cambogia, Cina, Indonesia, Mongolia, Filippine, Thailandia | 10%                         |
| Isole del Pacifico                | Figi, Micronesia, Palau, Samoa, Tonga, Vanuatu | 3%                          |

Dal punto di vista storico, Peace Corps dalla sua nascita è stato presente in 139 Paesi, impiegando in totale oltre 210.000 volontari. Nel 2011 l'organizzazione ha celebrato i suoi 50 anni di attività.

## Organizzazione

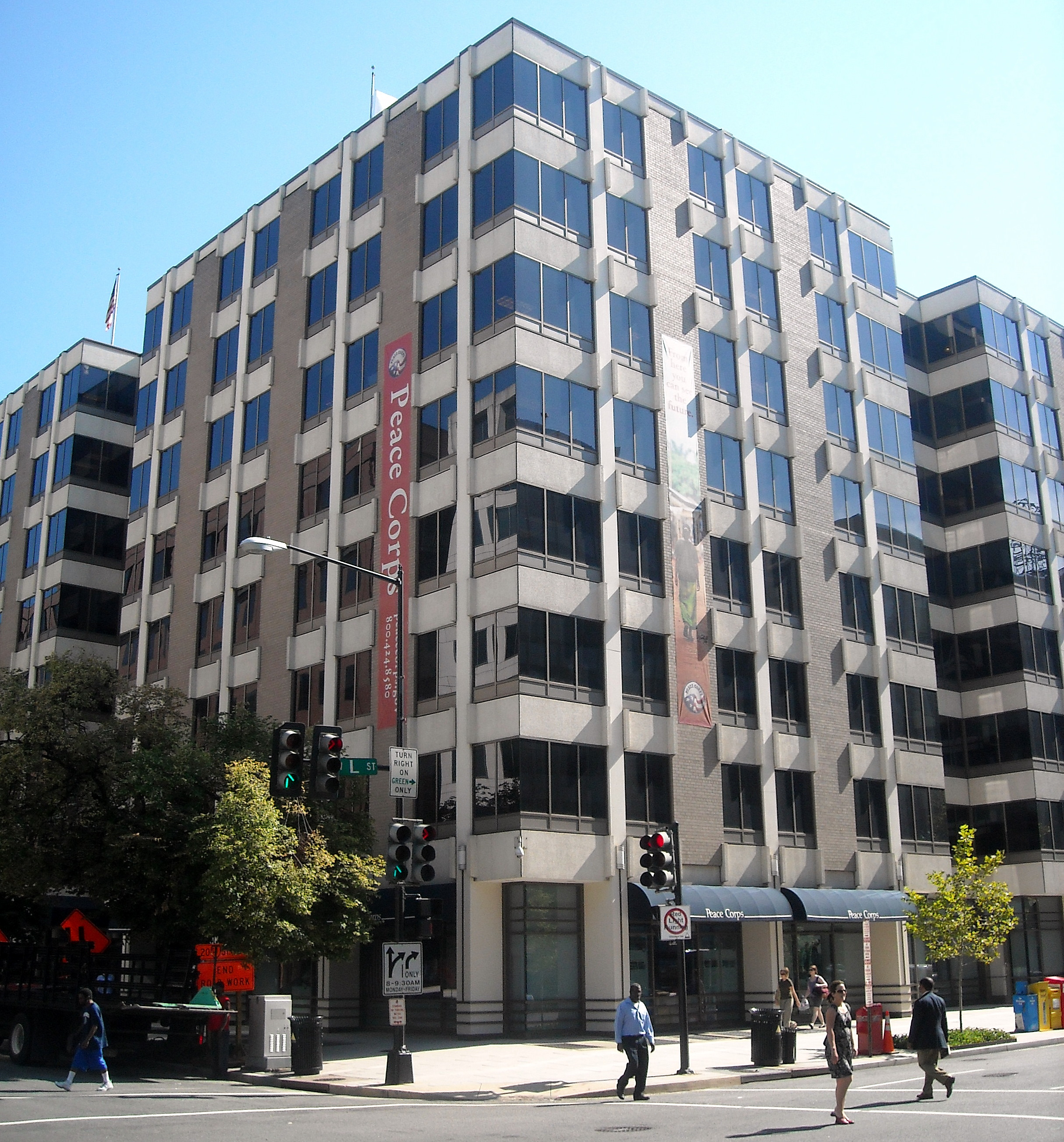
La sede centrale di Peace corps a Washington

Peace Corps è un'agenzia pubblica che dipende dal Governo degli Stati Uniti d'America. Recluta volontari per un periodo di servizio della durata di 27 mesi. In alcuni casi (quando siano necessarie specifiche professionalità in alcune aree, oppure quando si tratta di ex volontari che tornano in servizio) possono essere previsti periodi più corti. I volontari devono avere almeno 18 anni ed essere cittadini americani. Non vi è alcun limite di età superiore, né alcuna limitazione di sesso, razza, religione od altra situazione personale. Anche le coppie possono prestare servizio, in genere nella medesima destinazione. I volontari vengono scelti sulla base di una complessa procedura, che si sviluppa in cinque successive fasi. Nel corso della selezione, appositi incaricati valutano le posizioni personali, economiche e giuridiche degli aspiranti volontari, i loro studi e le loro attitudini, le loro condizioni di salute. Alla fine, tra coloro che risulteranno idonei, saranno ulteriormente selezionati quelli che saranno poi invitati a partire per le diverse destinazioni. Nel 2013 i volontari erano donne per il 62%, uomini per il 38% e avevano un'età media di 28 anni. Il 7% aveva superato i 50 anni e il 22% faceva parte di una minoranza etnica. Il 92% era single, mentre il 7% era coniugato.
Tutti i volontari ricevono assistenza medica e il rimborso delle spese. Al termine del periodo di servizio, è prevista una specie di "liquidazione" di 7.425 dollari (lordi), che possono essere usati liberamente. Tutti i volontari ricevono per i primi tre mesi un'intensa formazione che riguarda sia la conoscenza degli usi e della lingua dei luoghi cui sono diretti, sia gli aspetti tecnici e operativi dell'attività da svolgere. Seguono due anni di effettivo servizio.
La sede centrale di Peace Corps è a Washington, con uffici nelle principali città degli Stati Uniti. L'agenzia è amministrata da un Direttore di nomina Presidenziale e ha circa 500 dipendenti, il cui statuto prevede un contratto di lavoro non superiore a 5 anni, una clausola che serve per "mantenere lo staff sempre vivo e innovativo". Un'altra limitazione riguarda i volontari: concluso il servizio in Peace Corps, nessuno di loro potrà per i successivi quattro anni far parte dell'Intelligence militare e, se poi lo facesse, non potrà comunque prestare servizio nel Paese in cui ha fatto il volontario.
Dalla sua fondazione a oggi il Peace Corps ha avuto 19 Direttori:
| periodo     | Direttore          | Amministrazione |  | periodo     | Direttore          | Amministrazione |  | periodo     | Direttore         | Amministrazione |  | periodo     | Direttore              | Amministrazione |
| ----------- | ------------------ | --------------- |  | ----------- | ------------------ | --------------- |  | ----------- | ----------------- | --------------- |  | ----------- | ---------------------- | --------------- |
| 1961 - 1966 | R. Sargent Shriver | Kennedy         |  | 1973 - 1974 | Paul Coverdell     | Nixon           |  | 1989 - 1991 | Nicolas Craw      | G.H.W. Bush     |  | 2002 - 2006 | Gaddi Vasquez          | G.W. Bush       |
| 1966 - 1969 | Jack Vaughn        | Johnson         |  | 1975 - 1977 | John Dellenback    | Ford            |  | 1991 - 1992 | Elaine Chao       | G.H.W. Bush     |  | 2006 - 2008 | Ron Tschetter          | G.W. Bush       |
| 1969 - 1971 | Joseph Blatchford  | Nixon           |  | 1977 - 1978 | Carolyn R. Payton  | Ford            |  | 1993 - 1995 | Carol Bellamy     | Clinton         |  | 2009 - 2012 | Aaron S. Williams      | Obama           |
| 1971 - 1972 | Kevin O'Donnell    | Nixon           |  | 1979 - 1981 | Richard F. Celeste | Carter          |  | 1995 - 1999 | Mark D. Gearan    | Clinton         |  | 2012 -      | Carrie Hessler-Radelet | Obama           |
| 1972 - 1973 | Donald Hess        | Nixon           |  | 1981 - 1989 | Loret Miller Ruppe | Reagan          |  | 1999 - 2001 | Mark L. Schneider | Clinton         |  |             |                        |                 |

È inoltre prevista una figura indipendente di Ispettore Generale, cui è affidato il compito di supervisione dei progetti e dei loro risultati. Spetta all'Ispettore Generale redigere una relazione semestrale al Congresso sull'attività dell'organizzazione, rapportandosi anche con il Dipartimento di Stato e con quello della Giustizia.

## Campi di intervento
Le attività di Peace Corps si svolgono in diversi campi di intervento, per ognuno dei quali sono attivati specifici progetti rapportati con la situazione dei Paesi in cui viene svolto il servizio. Ad oggi i principali campi di intervento sono:
- Istruzione. È l'area di intervento più vasta della organizzazione, che assorbe da sola circa il 36% di tutti i progetti messi in campo. In questo programma i volontari si occupano di insegnamento diretto rivolto a giovani della scuola primaria o secondaria nelle materie più varie: lingua e letteratura inglese, condizioni igieniche, scienze e matematica. In altri casi i progetti vengono svolti tramite l'affiancamento dei volontari ad insegnanti locali, oppure attraverso l'organizzazione di doposcuola, di campi estivi, di corsi di formazione anti-AIDS.La First Lady Laura Bush con i volontari di Peace Corps in Ghana nel 2006

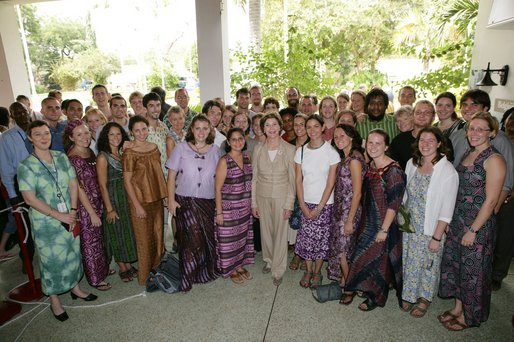
La First Lady Laura Bush con i volontari di Peace Corps in Ghana nel 2006

- Salute. È la seconda area di programmi, che assorbe circa il 22% degli interventi. I volontari vengono impiegati in progetti realizzati in collaborazione con le realtà locali, sia governative che non, in seno ad ospedali o cliniche, nei programmi di educazione igienico-sanitaria, nella prevenzione dell'AIDS, nello sviluppo di reti idriche pulite.
- Sviluppo economico e tecnologico. In questa area di intervento, che assomma circa il 15% dei progetti, i volontari sono chiamati a seguire le attività economiche realizzate da cooperative o da artigiani locali, ne seguono la formazione e li aiutano nella comprensione del mercato e nella possibilità di finanziare il loro sviluppo tramite microcredito. Affiancano in questi obiettivi sia le autorità locali sia le ONG. In questo ambito svolgono anche una adeguata formazione dei soggetti interessati rispetto alla informatizzazione.
- Ambiente. Gli interventi in campo ambientale assorbono circa il 15% dei progetti. Essi riguardano progetti di conservazione dei suoli e delle foreste, di riduzione dell'inquinamento, di sviluppo di fonti rinnovabili di energia, di gestione dei parchi ed aree protette, di insegnamento dei principi ecologici e di corretta gestione dei rifiuti. I volontari sono impegnati con le comunità locali per uno sviluppo che conservi le loro risorse e che garantisca la comprensione dei problemi derivanti dai cambiamenti climatici.
- Condizione giovanile. È l'area di intervento, che vale circa il 5% del totale, nella quale i volontari sono chiamati ad occuparsi dei giovani nella transizione dalla scuola al lavoro e nella educazione alla vita famigliare e di comunità. In questo ambito rientrano anche i progetti che riguardano i bambini orfani, quelli di strada o disabili. Vengono affiancati i progetti pubblici o delle ONG contro lo sfruttamento dei minori.
- Agricoltura. I programmi relativi a questa materia riguardano circa il 4% delle iniziative. In questo caso i volontari si affiancano ai piccoli produttori locali nei settori della sicurezza alimentare, del contrasto all'uso eccessivo del suolo, nella riduzione dell'uso dei pesticidi. Altri interventi mirano al recupero di aree soggette ad erosione, alla riforestazione, allo sviluppo di coltivazioni di frutta ricche di apporti vitaminici, a far comprendere i cambiamenti climatici, adeguandovi le produzioni.
- Lotta alla malaria. Nel 2011 è stata lanciata una ricerca di volontari per un programma, ispirato all'esperienza già condotta in Senegal, di contrasto a tale morbo; tale programma attualmente si sta sviluppando in 24 Paesi africani.
- Peace Corp Response. Si tratta di un programma, creato nel 1996 con la denominazione iniziale di Crisis Corps, per interventi rapidi nelle situazioni di grave bisogno. L'idea è nata dal successo di una struttura denominata ERN (Emergency Response Network), formata da ex volontari di Peace Corps, che operò in Uganda durante il genocidio del 1994. Dal 1997 tale programma ha assunto l'attuale denominazione. Il programma interessa ex volontari particolarmente preparati pronti a recarsi con urgenza in aree critiche per periodi di tre o sei mesi per far fronte ad emergenze provocate da uragani, terremoti, alluvioni, eruzioni vulcaniche o da altre catastrofi. In un solo caso, in occasione dell'Uragano Katrina del 2005, questa struttura ha operato entro i confini nazionali.

## Finanziamento e bilanci
L'attività dell'Agenzia è quasi interamente finanziata dal bilancio federale degli USA. Nell'anno 2012 il budget di Peace Corps è stato di 375 milioni di dollari, mentre per il 2013 è previsto uno stanziamento di 377,3 milioni.. Negli anni precedenti gli stanziamenti erano stati di 375 milioni per l'anno fiscale 2011, una somma, inferiore a quella approvata dal Congresso per l'anno precedente, che era stata di 400 milioni di dollari. Il taglio di circa 25 milioni, intervenuta a metà 2011, ha reso necessaria una riduzione dello staff e dei progetti.
Negli ultimi anni diversi Parlamentari USA hanno presentato proposte di legge tese a garantite un aumento degli stanziamenti, rimaste però a tutt'oggi senza esito. L'ordine di grandezza dei budgets stanziati per l'attività di Peace Corps equivale a circa lo 0,1 per mille del bilancio federale USA.

## Problemi e criticità
Nel corso degli anni l'attività di Peace Corps non è stata indenne da difficoltà, incidenti o critiche. Un problema nacque già durante il primo anno di attività, nell'ottobre del 1961, quando Margery J. Michelmore, volontaria in Nigeria, spedì a casa una cartolina in cui definiva le condizioni di quel Paese squallide e primitive. Ma la cartolina fu resa pubblica e scatenò polemiche e reazioni, al punto che gli studenti della Università di Ibadan accusarono i volontari di essere "spie americane" e ne chiesero l'espulsione, creando un caso diplomatico tra i due Paesi.
L'accusa a Peace Corp di essere la copertura per attività spionistiche americane è poi riemersa, a causa di particolari situazioni politiche locali, in diverse altre occasioni, come nelle Filippine nel 1977, in Guatemala nel 1986 e in Georgia nel 1992.
Nel 1976, Deborah Gardner, una volontaria in servizio a Tonga, fu trovata uccisa nella sua abitazione. Del delitto fu accusato un altro volontario che, però, non fu perseguito perché riconosciuto infermo di mente. Egli fu estradato negli USA per essere inserito in un manicomo criminale di Washington, dove però non entrò mai. Numerose critiche piovvero su Peace Corps accusato di aver tramato per tenere indenne il proprio esponente, nel timore che questo fatto gettasse una cattiva luce sull'organizzazione.
Ma i principali problemi riguardano la sicurezza dei volontari, soprattutto le donne. Nel 2009 Casey Frazee, che aveva subito molestie sessuali durante il servizio in Sudafrica, ha creato First Response Action un gruppo di tutela rivolto ai volontari vittime di violenze fisiche o sessuali. Nel 2010 fu compilato un rapporto, basato su documenti ufficiali, nel quale furono elencati centinaia di casi di crimini violenti contro i volontari a partire dal 1989. Nel 2011 una indagine ha svelato che più di 1.000 giovani donne americane sono state violentate o molestate nell'ultimo decennio durante il loro servizio in Peace Corps all'estero. L'ultima vittima è stata Kate Puzey, volontaria che nel marzo 2009 è stata trovata uccisa in un villaggio del Benin in cui prestava servizio, si sospetta per aver denunciato un problema di violenza femminile nella scuola del villaggio

## Nel cinema
- Peace Corps è entrato a far parte della cultura popolare americana. In particolare è stato più volte ripreso dal mondo del cinema, sia con accenni positivi, sia con una visione negativa della sua attività.
- Tra le principali citazioni positive si ricordano la scena posta all'inizio del film Dirty Dancing - Balli proibiti in cui la giovane Frances Houseman, Baby, comunica agli astanti di voler andare all'università e studiare economia per poi poter entrare in Peace Corps ed il film Mr. & Mrs. Smith nel quale Angelina Jolie, Jane, rivela a suo marito John Brad Pitt di avergli mentito dicendogli di essere stata nel Peace Corps e lui le risponde "questo mi sarebbe piaciuto di te".
- Nel fim Qué Hacer? del 1970 si racconta la vicenda di Martin, un agente della CIA inviato in Cile, ai tempi di Allende, per reclutare Suzanne, una volontaria, la quale però parteggia per i rivoluzionari e resta coinvolta in un complotto per uccidere Martin, per poi, delusa, rientrare in patria.
- Una rappresentazione negativa è quella del film Sangre de cóndor girato dal regista boliviano Jorge Sanjinés, nel quale i volontari di Peace Corps sono rappresentati come arroganti, razzisti e distruttori della cultura nativa. In questa pellicola vi è una scena in cui gli indigeni attaccano una clinica dove i volontari sterilizzano le donne contro la loro volontà. Nel 1971, anche a seguito di questo film, Peace Corps fu espulso dalla Bolivia.
- Nel film Blood Diamond - Diamanti di sangue, il personaggio di mercenario e trafficante interpretato da Leonardo DiCaprio dice: "i volontari stanno in giro abbastanza a lungo da capire che non stanno aiutando nessuno".
- Nel film Amore a prima svista, il padre della protagonista e l'amico del protagonista nominano i Peace Corps.
- Nel film Oro verde - C'era una volta in Colombia viene mostrato un gruppo di ragazzi dei Peace Corps nella Colombia degli anni '60.
- Nel film del 2023 Pet Sematary - Bloodlines di Lindsey Anderson Beer (sequel dei due film degli Anni '90 a loro volta adattamento del romanzo omonimo di Stephen King), il giovane Jud Crandall (Jackson White) e la sua ragazza Norma (Natalie Alyn Lind) stanno lasciando Ludlow per entrare nei Peace Corps quando gli strani eventi legati al cimitero Mi'kmaq li costringono a restare.